# Alona borealis
Alona borealis är en kräftdjursart som beskrevs av Chengalath och Hann 1981. Alona borealis ingår i släktet Alona och familjen Chydoridae. Inga underarter finns listade i Catalogue of Life.